# حارة وادي أحمد شايف (صنعاء)

تعديل مصدري - تعديل

وادي أحمد شايف هي إحدى حارات حي سدس احداق بمدينة الروضة شمال العاصمة اليمنية "صنعاء"، بلغ تعداد سكانها 3307 نسمة حسب تعداد اليمن لعام 2004.